# Compañía Privilegiada de Borneo del Norte

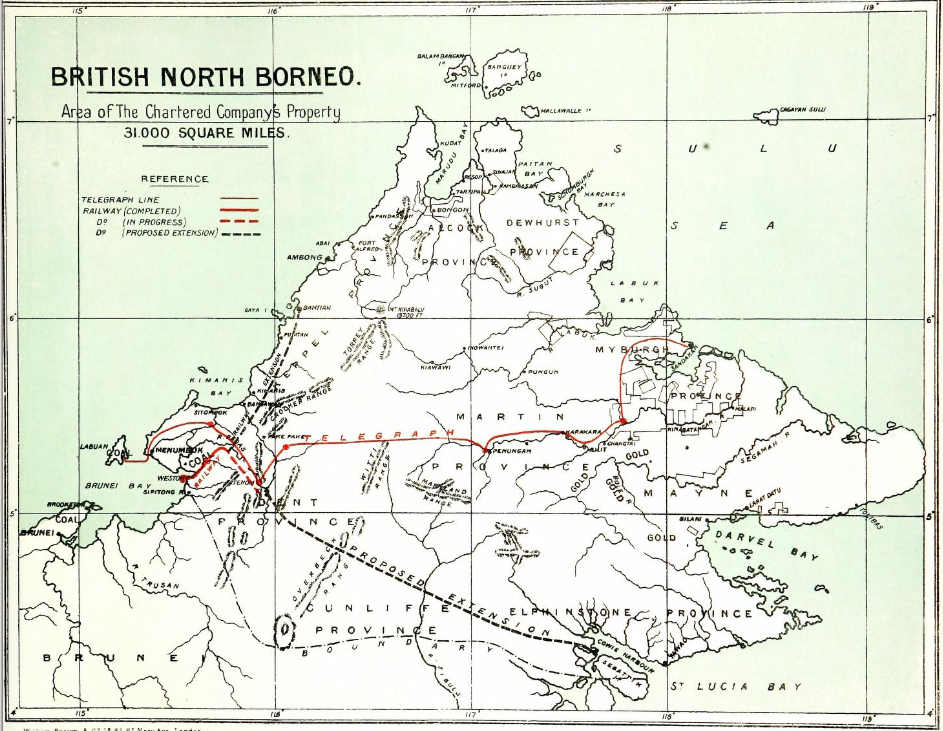
Mapa que muestra la extensión de las propiedades de la Compañía.

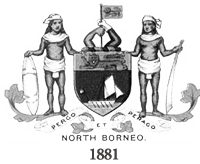
Logotipo de la NBCC/BNBC.

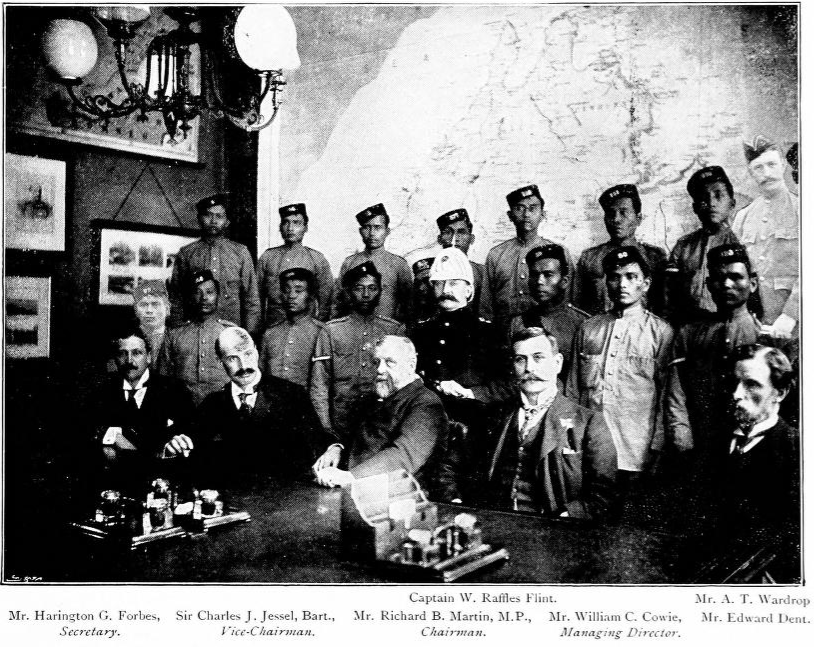
La junta directiva.

La Compañía Privilegiada de Borneo del Norte o Compañía Británica de Borneo del Norte (NBCC, según sus siglas en inglés) fue una compañía privilegiada asignada a la administración de Borneo del Norte (hoy en día Sabah en Malasia) en agosto de 1881. Borneo del Norte se convirtió en un protectorado del Imperio Británico y sus asuntos internos fueron administrados por la compañía hasta 1946 cuando se convirtió en la colonia de Borneo del Norte Británico. El lema principal de la compañía era Pergo et Perago (Latín), que significa "Lo procuro y lo consigo". El primer presidente de la compañía fue Alfred Dent.
En 1882, la Compañía Privilegiada de Borneo del Norte fundó un asentamiento en Pulau Gaya, y un año después la compañía recibió poderes para gobernar Sabah. No obstante, en 1897, este asentamiento fue incendiado por completo durante la incursión liderada por Mat Salleh, un jefe tribal de Sabah y nunca fue re-fundada. La compañía también era conocida como Syarikat Borneo Utara British y era criticada por los habitantes del lugar por los impuestos que cobraba.
El establecer la ley y el orden, además de reclutar policías sijes del norte de India fue uno de los primeros roles de la NBCC, al igual que la expansión del comercio, el establecimiento de un sistema de gobierno y cortes para el ejercicio de la justicia, la construcción de una línea férrea desde Jesselton hasta Tenom y el fomento a la producción y el comercio de productos agrícolas locales además del establecimiento de plantaciones.

## Presidentes de la Compañía
El líder de la compañía era el presidente de la junta directiva, llamado oficialmente Presidente a partir de 1910:
| Presidente de la Compañía Británica Privilegiada de Borneo            |                          |
| 1881 - 1882                                                           | Alfred Dent              |
| 1882 - 1893                                                           | Sir Rutherford Alcock    |
| 1893 - 1903                                                           | Richard Biddulph Martin  |
| 1903 - 1909                                                           | Sir Charles James Jessel |
| 1909 - 14 de septiembre de 1910                                       | William Clarke Cowie     |
| Presidentes de la Compañía Británica Privilegiada de Borneo del Norte |                          |
| 1910 - 1926                                                           | Sir Joseph West Ridgeway |
| 3 de febrero de 1926 - 15 de julio de 1946                            | Sir Neill Malcolm        |